# 北海道 (小惑星)
北海道（ほっかいどう、3720 Hokkaido）は小惑星帯の小惑星。北海道釧路市の上田清二と札幌市の金田宏の共同作業により発見された。美幌町の円舘金が追跡観測、群馬県の小林隆男が軌道計算を行った 。
北海道で発見され正式登録された最初の小惑星であることから、北海道の名が付けられた。